# Lufthavnen (metropolitana di Copenaghen)
Lufthavnen è una stazione della linea 2 della Metropolitana di Copenaghen.
La stazione venne inaugurata nel 2007 e si trova vicino all'Aeroporto di Copenaghen, così da facilitare lo spostamento dei viaggiatori dall'aeroporto al centro cittadino.